# Labatut, Pyrénées-Atlantiques
Labatut är en kommun i departementet Pyrénées-Atlantiques i regionen Nouvelle-Aquitaine i sydvästra Frankrike. Kommunen ligger i kantonen Montaner som tillhör arrondissementet Pau. År 2022 hade Labatut 170 invånare.

## Befolkningsutveckling
Antalet invånare i kommunen Labatut
| Referens: INSEE |